# Taylor Sheldon
Taylor Sheldon, né le 31 mars 1987 à Breckenridge, est un coureur cycliste américain.

## Biographie
En septembre 2015, il participe au championnat du monde du contre-la-montre par équipes à Richmond, avec son équipe Jelly Belly-Maxxis y prend la vingtième place.

## Palmarès

### Par année
- 2005
  - 2e du championnat des États-Unis du contre-la-montre juniors
- 2008
  - 3e du championnat des États-Unis du contre-la-montre espoirs
- 2010
  - 1re étape du Tour des Bahamas
  - 2e du Tour des Bahamas
- 2016
  - 1re étape du Tour de Murrieta
  - 3e de la Tucson Bicycle Classic

### Classements mondiaux
| Année            | 2009 | 2010 | 2011 | 2012 | 2013 | 2014 | 2015 | 2016 |
| ---------------- | ---- | ---- | ---- | ---- | ---- | ---- | ---- | ---- |
| UCI America Tour | 415e |      |      |      |      |      |      | 315e |
| UCI Asia Tour    |      |      |      |      |      | 388e |      |      |